# Оснополье
Оснополье — деревня в Устюженском районе Вологодской области.
Входит в состав муниципального образования посёлок имени Желябова (с 1 января 2006 года по 11 января 2007 года входила в Лентьевское сельское поселение), с точки зрения административно-территориального деления — в Лентьевский сельсовет.
Расстояние до районного центра Устюжны по автодороге — 18 км, до центра муниципального образования посёлка имени Желябова по автодороге — 4 км. Ближайшие населённые пункты — Лычно, Селище, Чирец.
Население по данным переписи 2002 года — 48 человек (24 мужчины, 24 женщины). Всё население — русские.

## Здания и сооружения
- Несохранившаяся церковь была памятником архитектуры[5]

До распада СССР в деревне Оснополье также существовали (или существуют до сих пор): средняя школа (не сохранилась), сельский клуб (был план сделать там пансионат для детей; не сохранился), почта (не работает), магазин (реконструирован в жилой дом), конюшни (не сохранились), молочная ферма (обанкротилась) и библиотека.

## Уроженцы
Деревня примечательна тем, что здесь родились Клавдия Геннадиевна Харитонова, Герой Социалистического Труда и Вера Макаровна Пуховикова (Балкова), руководитель группы по разработке технологии производства нитроглицериновых порохов крупного калибра для реактивных установок М-13 (Катюш).